# Fieldsmedaljen
Fieldsmedaljen er en pris, som gives til to, tre eller fire matematikere, der ikke er ældre end 40 år, på den Internationale Matematiske Unions internationale kongres, som afholdes hvert fjerde år. Fieldsmedaljen bliver af mange regnet for den bedste pris en matematiker kan modtage.
Prisen, som i 2006 var på 15.000 canadiske dollars (ca. 78.000 DKK), blev oprettet efter ønske af den canadiske matematiker John Charles Fields. Medaljen blev første gang givet i 1936, hvor den gik til den finske matematiker Lars Ahlfors og den amerikanske matematiker Jesse Douglas, og siden 1950 er medaljen blevet givet hvert fjerde år.

## Sammenligning med Nobelprisen
Fieldsmedaljen bliver ofte kaldt "matematikkens Nobelpris" fordi der er så meget prestige forbundet med den. Der er dog store forskelle: Fieldsmedaljen gives kun hvert fjerde år, og har en aldersgrænse: Modtageren må ikke være fyldt 40 år før den 1. januar det år, hvor medaljen uddeles. Desuden er prisen meget mindre end de 1,3 millioner amerikanske dollar (ca. 6.940.000 DKK) som følger med en Nobelpris. Endelig er der den forskel, at mens Nobelprisen gives for et enkelt resultat, gives Fieldsmedaljen oftest for et samlet stykke arbejde.
Siden 2003 er der blevet uddelt en anden matematikpris, Abelprisen, der på nogle måder minder mere om Nobelprisen end Fieldsmedaljen gør.

## Fieldsmedaljevindere
| År og ICM-placering             | Medaljevindere                               | Billede |
| ------------------------------- | -------------------------------------------- | ------- |
| 1936, Oslo, Norge               | Lars Ahlfors, Finland                        |         |
| 1936, Oslo, Norge               | Jesse Douglas, USA                           |         |
| 1950, Cambridge, USA            | Laurent Schwartz, Frankrig                   |         |
| 1950, Cambridge, USA            | Atle Selberg, Norge                          |         |
| 1954, Amsterdam, Holland        | Kunihiko Kodaira, Japan                      |         |
| 1954, Amsterdam, Holland        | Jean-Pierre Serre, Frankrig                  |         |
| 1958, Edinburgh, Storbritannien | Klaus Roth, Storbritannien                   |         |
| 1958, Edinburgh, Storbritannien | René Thom, Frankrig                          |         |
| 1962, Stockholm, Sverige        | Lars Hörmander, Sverige                      |         |
| 1962, Stockholm, Sverige        | John Milnor, USA                             |         |
| 1966, Moskva, Sovjetunionen     | Michael Atiyah, Storbritannien               |         |
| 1966, Moskva, Sovjetunionen     | Paul Joseph Cohen, USA                       |         |
| 1966, Moskva, Sovjetunionen     | Alexander Grothendieck, Frankrig             |         |
| 1966, Moskva, Sovjetunionen     | Stephen Smale, USA                           |         |
| 1970, Nice, Frankrig            | Alan Baker, Storbritannien                   |         |
| 1970, Nice, Frankrig            | Heisuke Hironaka, Japan                      |         |
| 1970, Nice, Frankrig            | Sergej Novikov, Sovjetunionen                |         |
| 1970, Nice, Frankrig            | John G. Thompson, USA                        |         |
| 1974, Vancouver, Canada         | Enrico Bombieri, Italien                     |         |
| 1974, Vancouver, Canada         | David Mumford, Storbritannien                |         |
| 1978, Helsinki, Finland         | Pierre Deligne, Belgien                      |         |
| 1978, Helsinki, Finland         | Charles Fefferman, USA                       |         |
| 1978, Helsinki, Finland         | Grigorij Margulis, Sovjetunionen             |         |
| 1978, Helsinki, Finland         | Daniel Quillen, USA                          |         |
| 1982, Warszawa, Polen           | Alain Connes, Frankrig                       |         |
| 1982, Warszawa, Polen           | William Thurston, USA                        |         |
| 1982, Warszawa, Polen           | Shing-Tung Yau, USA                          |         |
| 1986, Berkeley, USA             | Simon Donaldson, Storbritannien              |         |
| 1986, Berkeley, USA             | Gerd Faltings, Tyskland                      |         |
| 1986, Berkeley, USA             | Michael Freedman, USA                        |         |
| 1990, Kyoto, Japan              | Vladimir Drinfeld, Sovjetunionen             |         |
| 1990, Kyoto, Japan              | Vaughan F. R. Jones, New Zealand             |         |
| 1990, Kyoto, Japan              | Shigefumi Mori, Japan                        |         |
| 1990, Kyoto, Japan              | Edward Witten, USA                           |         |
| 1994, Zürich, Schweiz           | Jean Bourgain, Belgien                       |         |
| 1994, Zürich, Schweiz           | Pierre-Louis Lions, Frankrig                 |         |
| 1994, Zürich, Schweiz           | Jean-Christophe Yoccoz, Frankrig             |         |
| 1994, Zürich, Schweiz           | Efim Zelmanov, Rusland                       |         |
| 1998, Berlin, Tyskland          | Richard Borcherds, Storbritannien            |         |
| 1998, Berlin, Tyskland          | Timothy Gowers, Storbritannien               |         |
| 1998, Berlin, Tyskland          | Maksim Kontsevitj, Rusland                   |         |
| 1998, Berlin, Tyskland          | Curtis T. McMullen, USA                      |         |
| 2002, Beijing, Kina             | Laurent Lafforgue, Frankrig                  |         |
| 2002, Beijing, Kina             | Vladimir Voevodskij, Rusland                 |         |
| 2006, Madrid, Spanien           | Andrej Okunkov, Rusland                      |         |
| 2006, Madrid, Spanien           | Grigorij Perelman, Rusland (medalje afslået) |         |
| 2006, Madrid, Spanien           | Terence Tao, Australien                      |         |
| 2006, Madrid, Spanien           | Wendelin Werner, Frankrig                    |         |
| 2010, Hyderabad, Indien         | Elon Lindenstrauss, Israel                   |         |
| 2010, Hyderabad, Indien         | Ngô Bảo Châu, Vietnam                        |         |
| 2010, Hyderabad, Indien         | Stanislav Smirnov, Rusland                   |         |
| 2010, Hyderabad, Indien         | Cédric Villani, Frankrig                     |         |
| 2014, Seoul, Sydkorea           | Artur Avila, Brasilien/Frankrig              |         |
| 2014, Seoul, Sydkorea           | Manjul Bhargava, Canada/USA                  |         |
| 2014, Seoul, Sydkorea           | Martin Hairer, Østrig                        |         |
| 2014, Seoul, Sydkorea           | Maryam Mirzakhani, Iran/USA                  |         |
| 2018, Rio de Janeiro, Brasilien | Caucher Birkar, Storbritannien               |         |
| 2018, Rio de Janeiro, Brasilien | Alessio Figalli, Schweiz                     |         |
| 2018, Rio de Janeiro, Brasilien | Peter Scholze, Tyskland                      |         |
| 2018, Rio de Janeiro, Brasilien | Akshay Venkatesh, USA                        |         |